# Tambú (radioprogramma)
Tambú was een wekelijks radioprogramma van de NPS en daarvoor van de NOS, gericht op de Antilliaanse en Arubaanse gemeenschappen in Nederland, dat werd uitgezonden van 1977 tot 2008 op de Nederlandse zender Radio 5. 

## Programma
Tambú, vernoemd naar de muziekstroming en dans op Curaçao, Aruba en Bonaire, begon in 1977 als een muziekprogramma met mededelingen over culturele activiteiten voor Antillianen en Arubanen. Vanaf eind jaren 70 ontwikkelde Tambú zich tot een journalistiek programma met nieuws en actualiteiten uit de Antillen en Aruba en uit de gemeenschap in Nederland. Het programma, met daarin interviews, reportages en nieuwsrubrieken, werd op zondagmiddag om 12.00 uur uitgezonden, vanaf 1979 live met publiek vanuit het Tropentheater, onderdeel van het Koninklijk Instituut voor de Tropen in Amsterdam. Later verhuisde het programma naar de studio in Hilversum met uitzendingen op de zaterdagavond. In de jaren 2000 was Tambú dankzij internet ook op de eilanden te beluisteren. Het Curaçaose radiostation Radio Direct zond regelmatig grote delen of zelfs de hele uitzending uit. Tambú voorzag dus ook op Curaçao in een behoefte aan informatie over Antillianen en Arubanen in Nederland.

## Taal
Het programma werd aanvankelijk in het Nederlands gepresenteerd, vervolgens in het Nederlands en Papiaments, en uiteindelijk vanaf begin jaren 80 volledig in het Papiaments.

## Speciale uitzendingen
Er zijn verschillende thema-uitzendingen van Tambú gemaakt zoals een speciaal programma tijdens de Koninkrijksspelen van 2007 in Den Haag, uitzendingen tijdens het Kwaku Summer Festival in Amsterdam en Kerst-uitzendingen in samenwerking met het Surinaamse programma Zorg en Hoop en het Molukse programma Suara Maluku.

## Redactie
Aan het programma werkten in de loop der jaren diverse journalisten, (eind)redacteuren en technici mee. Medewerkers waren onder meer Charles Grootens, Mirto Cecilia, Marlon Reina, Romeo Hoost, Ronald Muyden, Morela Felicia, Shòròmbu (pseudoniem voor Egbert Juliana), Rajendre Khargie, Marielle Capello, Simone Wijnscherp, Hille de Jong, Mario Kleinmoedig, Sidney Kock, Shirley Angela-Eisden, Sharon Cecilia, Christa Toppenberg, Nelly Rosa, Jermain Lo, Roy Khemradj, Rens Spaink, Jurrig Willig, Jan Hendrik van der Veen, John Evers, Anne Bakema, Klaas Samplonius, Joop Heintz, Ed Peereboom en Hans Hoogedoorn. Vaste correspondenten waren Ivy Doorstam en Hubert Paulina (Curaçao), Toko Winklaar (Aruba) en Eddie Williams (Sint Maarten). Presentatoren waren onder meer Fred Racké, Leonie van Bladel, Mario Croes en Isa Henriquez. Journalist Désirée Martis is bijna dertig jaar aan het programma verbonden geweest als verslaggever en redacteur, en gold als ‘de stem’ van het programma. De laatste jaren van het bestaan van Tambú presenteerde Martis het programma samen met Favell Maduro. 

## Einde
Begin 2008 maakte de NPS, de omroep die na de NOS al ruim tien jaar de zogeheten 'doelgroepenprogramma’s' uitzond, bekend dat er een einde ging komen aan deze programma’s. Het waren uitzendingen speciaal gericht op de Surinaamse, Molukse, Chinese, Turkse, Marokkaanse, Antilliaanse en Arubaanse gemeenschappen in Nederland. Deze programma’s werden allemaal in de eigen taal gepresenteerd. Ook Tambú liep hiermee na ruim dertig jaar ten eind, de laatste aflevering van het programma vond plaats op 30 augustus 2008. Vanaf 1 september 2008 kwam er een nieuw programma met de naam Dichtbij Nederland, een Nederlandstalig programma gericht op de multiculturele samenleving. Een groot aantal afleveringen van Tambú is terug te vinden in de collectie van het Nederlands Instituut voor Beeld en Geluid in Hilversum. 

## Gasten
Tambú kreeg, als enige radioprogramma gericht op Antillianen en Arubanen in Nederland, een grote culturele betekenis voor de mensen van die gemeenschappen. Het programma ontving dan ook vele Antilliaanse, Arubaanse en Nederlandse politici, kunstenaars, wetenschappers, sporters andere gasten, waaronder Miguel Pourier, Henny Eman, Ed Nijpels, Emily de Jongh-Elhage, Bettico Croes, Gerrit Schotte, Maria Liberia-Peters, John Leerdam, Glen Helberg, Izaline Calister, Frank Martinus Arion, Jan de Koning, Fons van der Stee, Ank Bijleveld, Wijnie Jabaaij, Walter Palm, Roy Pieters, Carel de Haseth, Maurice Adriaens, Hubert Fermina, Cynthia Ortega-Martijn, José Capricorne en Jandino Asporaat. 